# Austrheim
Austrheim là một đô thị ở hạt Hordaland, Na Uy.
Trung tâm hành chính của đô thị là làng Årås. Các làng khác trong đô thị bao gồm Austrheim và Kaland. Khu công nghiệp Mongstad nằm dọc biên giới của Austrheim và khu tự trị lân cận Lindås. Điểm cực tây của lục địa Na Uy nằm trong đô thị ở Vardetangen.
Năm 2016, cảnh sát trưởng chính thức đề nghị rằng các đồn cảnh sát ở Austrheim và Fedje Austrheim og Fedje, bị đóng cửa.

## Tổng quan

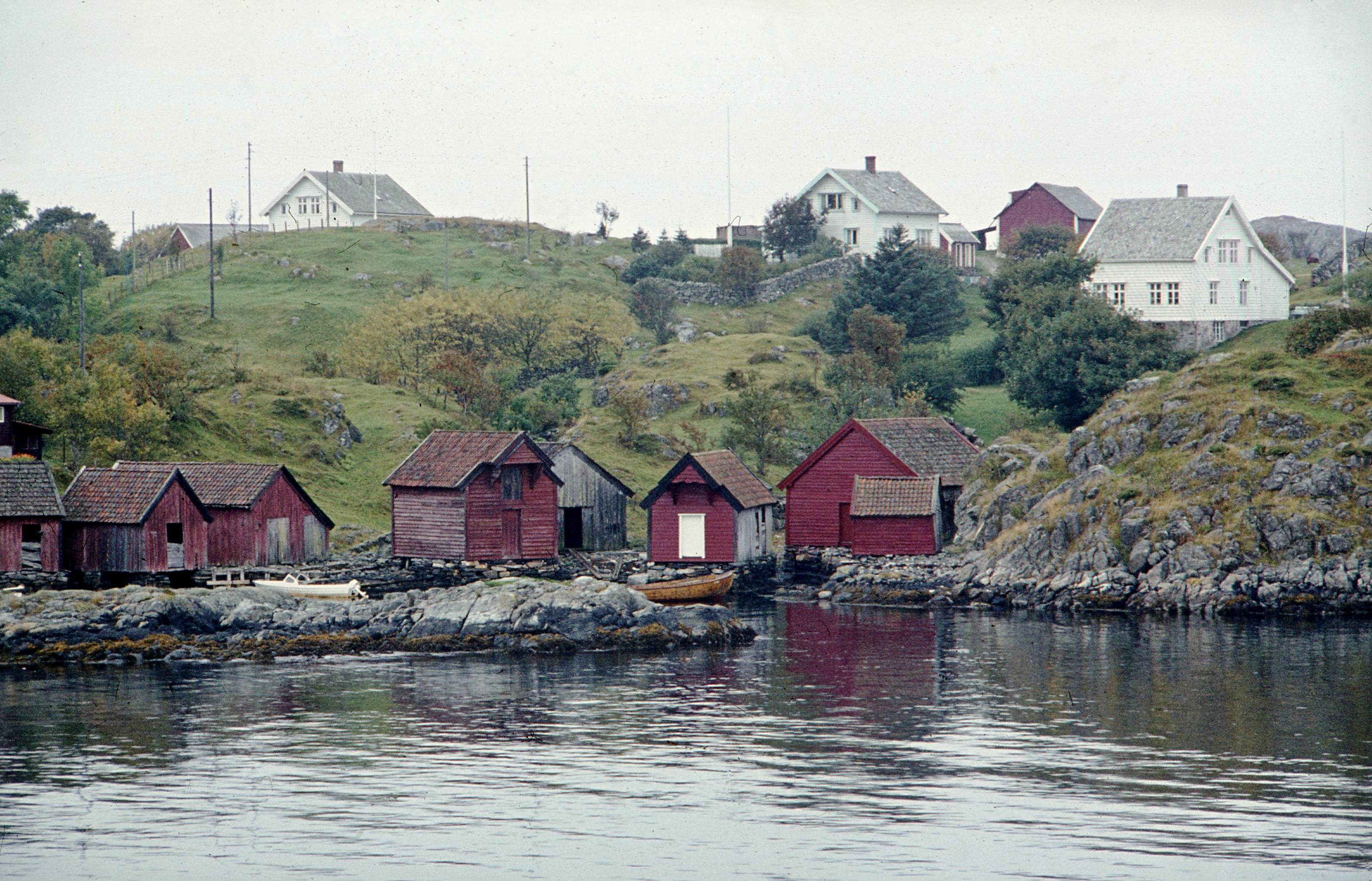
Cảnh làng chài nhỏ ở Austrheim

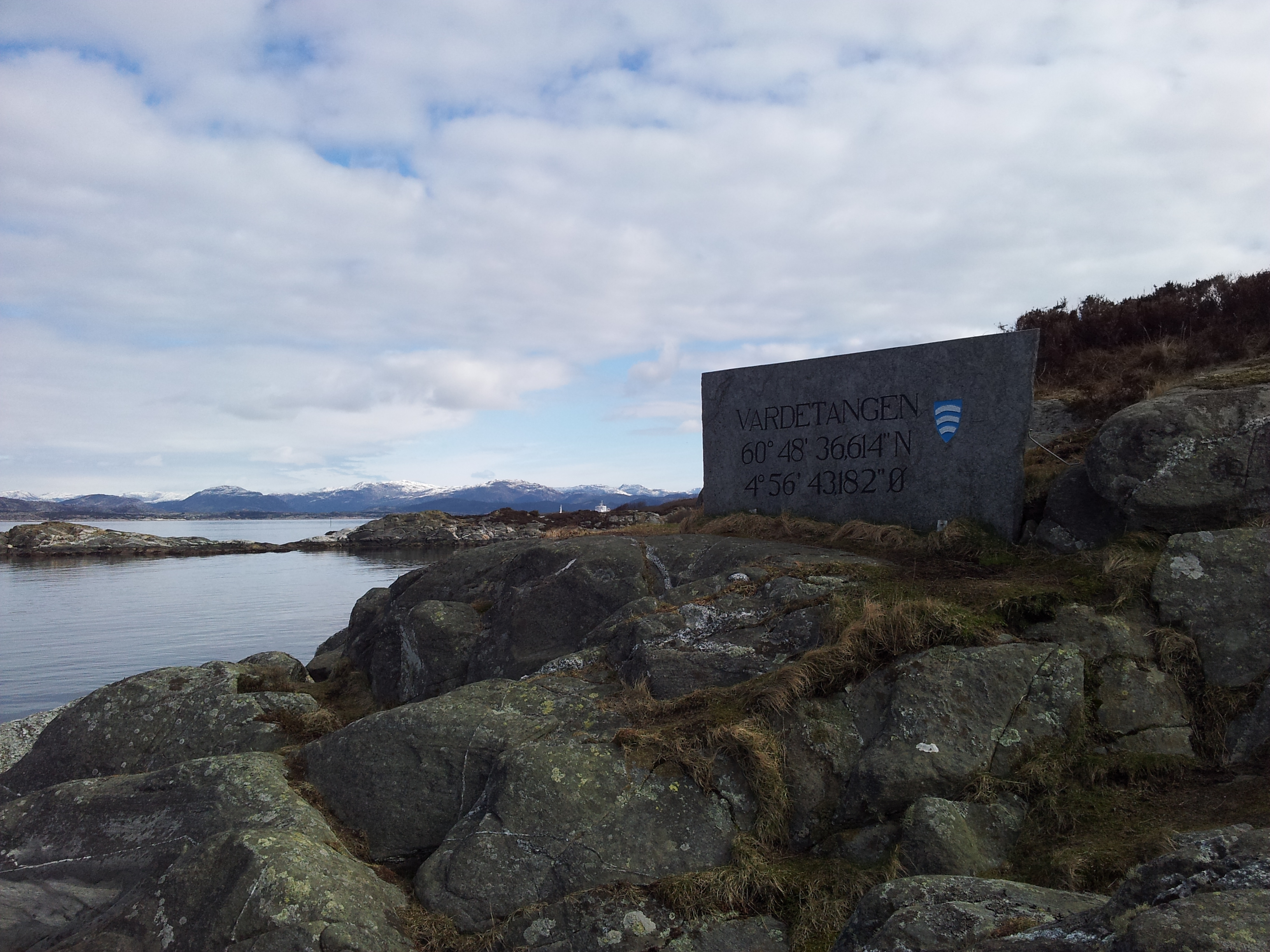
Cảnh Vardetangen

Về mặt lịch sử, Austrheim là một phần của đô thị lớn Lindås. Vào ngày 1 tháng 1 năm 1910, khu vực tây bắc của Lindås (dân số: 2.518) được tách ra khỏi Lindås để thành lập đô thị mới của Austrheim. Vào ngày 1 tháng 1 năm 1947, tất cả các hòn đảo nằm ở phía tây của Fedjefjorden (dân số 920) đã được tách ra để tạo thành đô thị mới của Fedje. Vào ngày 1 tháng 1 năm 1964, khu vực Straume trên đảo Radøy (dân số 56) được chuyển từ Austrheim đến thành phố Radøy mới.

### Tên gọi
Đô thị này được đặt theo tên của trang trại Austrheim cũ (tiếng Na Uy cổ: Austrheimr), kể từ khi xây dựng nhà thờ đầu tiên (Nhà thờ Austrheim). Phần tử đầu tiên là austr có nghĩa là "đông" và yếu tố cuối cùng là heimr có nghĩa là "homestead" hoặc "farm". Cho đến năm 1889, cái tên được viết là Østereim. Sau đó chính tả là Austreim, và gần đây nó được đánh vần Austrheim.

### Huy hiệu
Bộ cánh tay là từ thời hiện đại; Họ đã được cấp vào ngày 17 tháng 2 năm 1989. Nó cho thấy ba cung bạc (như trong hình của một cầu vồng) trên nền xanh. Ba cung đại diện cho nhiều cây cầu trong đô thị đảo.

### Nhà thờ
Giáo hội Công giáo Na Uy có một giáo xứ (sokn) trong đô thị của Austrheim. Đây là một phần của nhà thờ của Nordhordland tại Giáo phận Bjørgvin.